# Bernhard Howaldt junior

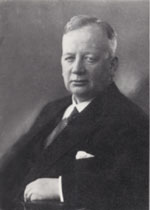
Bernhard Howaldt jun.

Bernhard Howaldt junior (* 9. Juni 1880 in Kiel; † 28. Juli 1958 in Flensburg) war ein deutscher Reeder und Unternehmer aus der norddeutschen Unternehmerfamilie Howaldt.

## Leben
Nach dem Besuch der Oberrealschule in Kiel und einer Lehre als Maschinenbauer bei der Howaldtswerke AG (heute: Howaldtswerke-Deutsche Werft AG (HDW)) in Kiel sowie bei der Schichau-Werft in Elbing studierte er Maschinenbau an der Technischen Hochschule Karlsruhe (1902–1903) und an der Technischen Hochschule Danzig (1904–1906). Er war Mitglied im Corps Bavaria Karlsruhe.

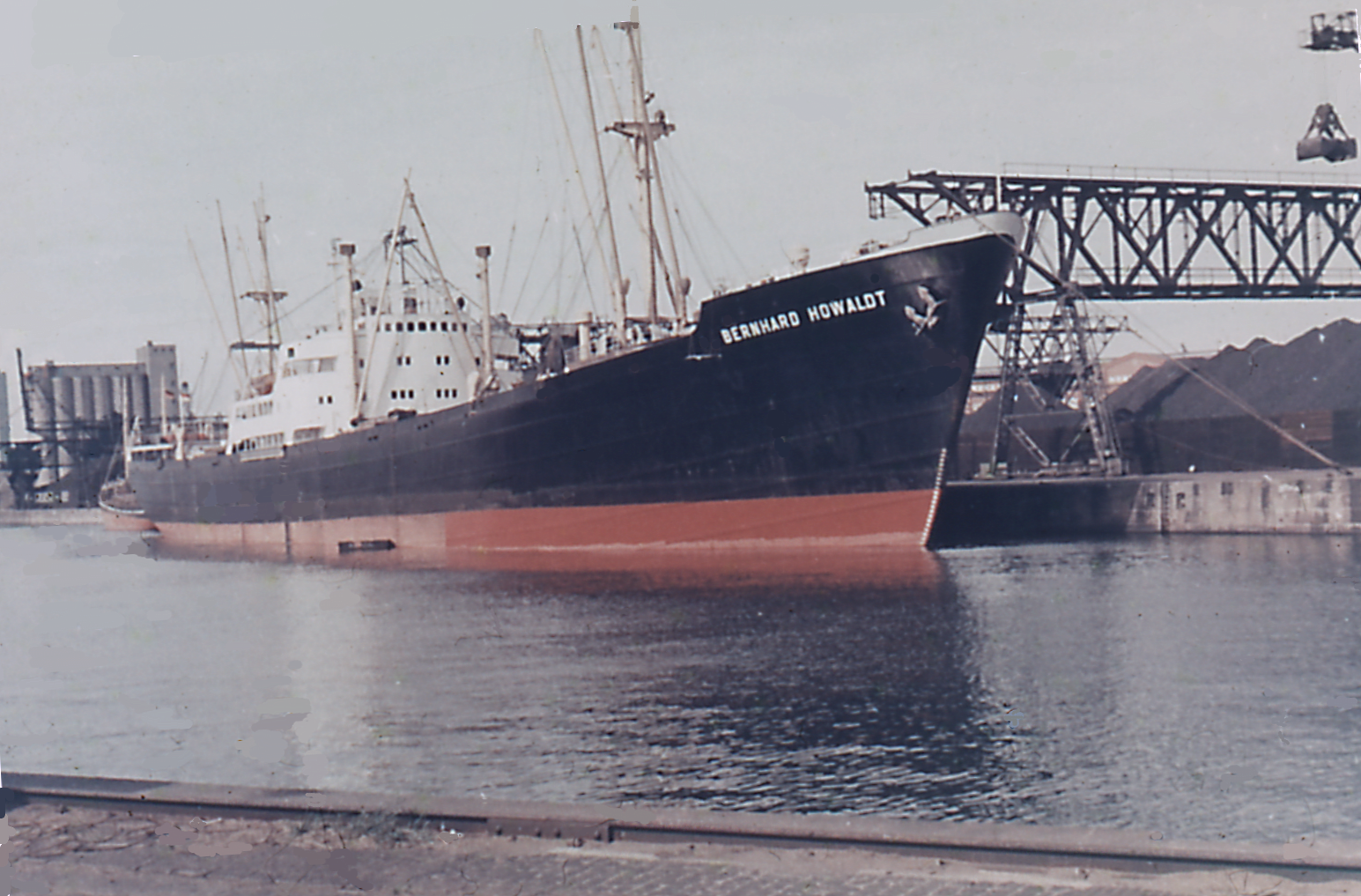
Bernhard Howaldt, Malmö (1957)

Von seinem Vater Bernhard Howaldt ab 1903 bereits in die Errichtung der Wasserkraftwerke an der Schwentine eingebunden, übernahm er nach dessen Tod 1908 die Geschäftsführung der Schwentine-Kraftwerke Rastorfer Mühle und erbaute 1912 zur Stromversorgung des Nord-Ostsee-Kanals das Turbinen-Kraftwerk Kiel-Wik. Die Kraftwerke wurden 1916 an die Stadt Kiel verkauft.
Das Kraftwerk Kiel-Wik war bis 1992 in Betrieb, die denkmalgeschützten Wasserkraftwerke an der Schwentine und am Rosensee werden noch heute von den Stadtwerken Kiel betrieben.
1927 gründete Bernhard Howaldt in Flensburg die Reederei Bernhard Howaldt, die 1951 von seinem Sohn Klaus (1914–2015) übernommen und in Hamburg fortgeführt wurde.
Kurt Howaldt, Direktor und Vorstand des Unternehmens Körtings Elektrizitätswerke, war sein Bruder.